# Dovedale (fromage)
Pour les articles homonymes, voir Dovedale (homonymie).
Le dovedale est un fromage anglais produit dans le Peak District en Angleterre. Il tire son nom de Dovedale, la portion la plus touristique du cours de la Dove, la rivière qui sépare le Derbyshire du Staffordshire.

## Description
Le dovedale est un fromage à pâte persillée fabriqué à partir de lait pasteurisé de vache. Sa texture est crémeuse et contrairement aux autres fromages anglais, il n'est pas salé à sec mais trempé dans la saumure.

## Production
Le dovedale est à l'origine produit par la Hartington Creamery dans le Derbyshire, crémerie qui ferme en 2009. Des projets sont alors entrepris pour produire ce fromage à Leek. 

## Label
Le dovedale a reçu en 2003 le label d'appellation d'origine protégée par l'Union européenne.
Le Product Authentication Inspectorate Ltd a standardisé le dovedale sous la référence AS06.

## Sources
- (en) Cet article est partiellement ou en totalité issu de l’article de Wikipédia en anglais intitulé « Dovedale cheese » (voir la liste des auteurs).